# Sierra de Cubitas, Cuba
Sierra de Cubitas là đô thị ở tỉnh Camagüey của Cuba. Chính quyền đô thị nằm ở Cubitas
Cayo Guajaba, một trong những cayo ở quần đảo Jardines del Rey, nằm ở phía bắc Cubitas, bên kia vịnh la Gloria (Bahia de la Gloria).

## Dân số
Năm 2004, đô thị Sierra de Cubitas có dân số 18.589 người. và diện tích 549 km² (212 mi²), với mật độ dân số 33,9người/km² (87,8người/sq mi).